# Pedro de Campaña

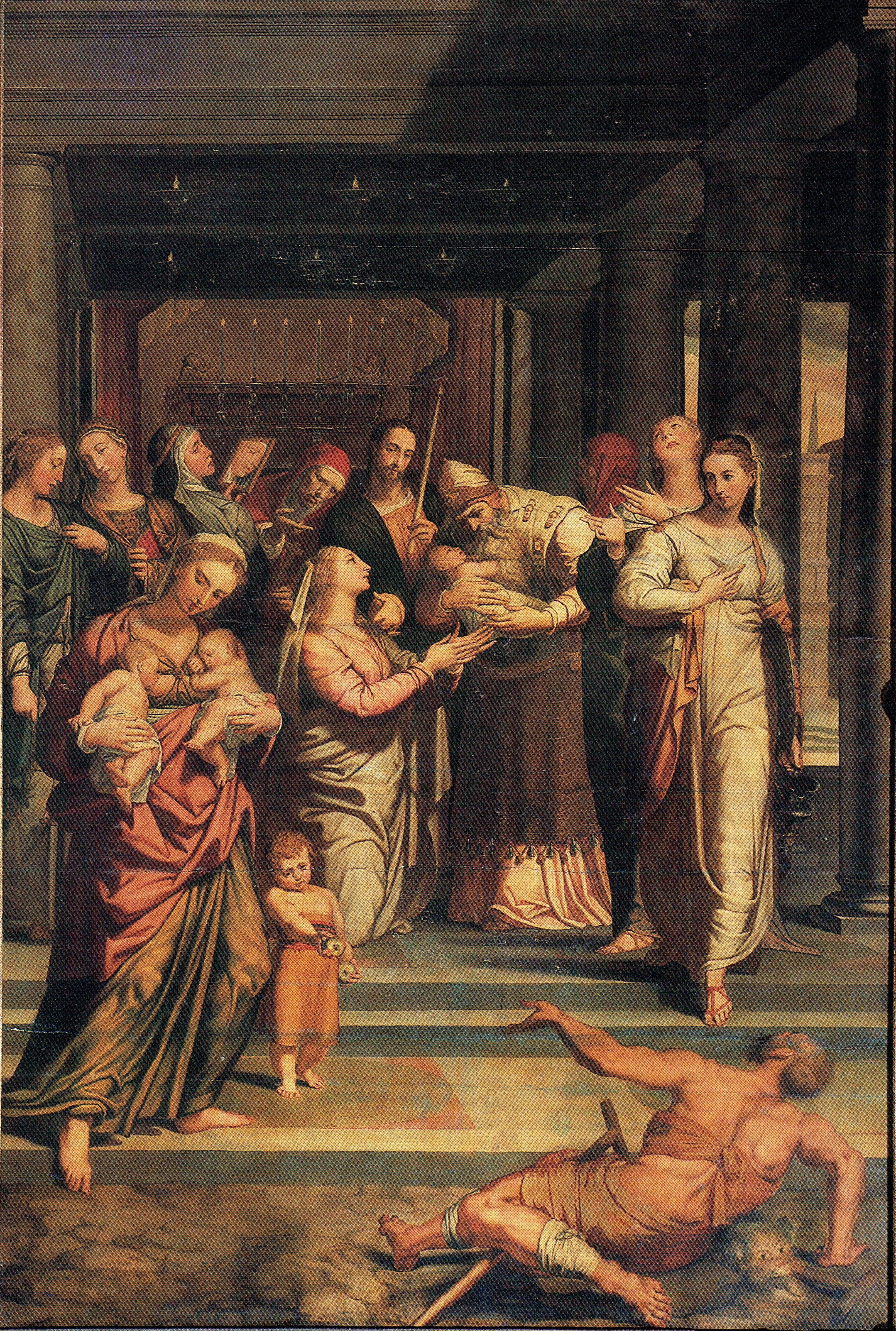
Purificación de la Virgen (Catedral de Sevilla; fotografía previa a su restauración en 2008).

Pedro de Campaña (Bruselas, Países Bajos de los Habsburgo 1503-Bruselas, 8 de junio de 1587) fue un pintor flamenco del Renacimiento español activo en Sevilla de 1537 a 1562. Su nombre era Peter Kempeneer, castellanizado con motivo de su estancia hispánica.

## Biografía
Nació en Bruselas en 1503. En su familia había varios pintores, tapiceros y hombres de letras. Un pariente suyo, Jacobo, llegó a ser alcalde de la ciudad. Entre los pintores de su familia están Jacques, muerto en 1576, y Antonio, muerto en 1558. Este último trabajó mucho al servicio de María de Hungría, hermana de Carlos V.
En 1529 se encontraba en Bolonia, en vísperas de la llegada del emperador Carlos V, trabajando en uno de los arcos del triunfo erigidos en su honor. Se cree que fue llevado a Venecia por el cardenal Marino Grimani, para el que pintó varias obras.
En 1537 marchó a España, estableciéndose en Sevilla. En ese año pintó la parte posterior de los antiguos órganos de la catedral. En 1541 los remates de las cajas de estos órganos serían pintados por Antón Pérez. Se casó con Beatriz de Seguera, con la cual en 1556 tenía una hija en edad de contraer matrimonio. En esta ciudad, se granjeó la amistad de los duques de Alcalá y de Medina Sidonia.
En 1559, con Antón Pérez y Luis de Vargas, policromó el monumento que Hernán Ruiz el Joven había realizado para la catedral.
En 1563 le nombraron sucesor del célebre Michel Coxcie en los trabajos de la Fábrica de Tapices de Bruselas. Consta que trabajó en la pintura de cartones para tapices hasta la década de 1580. También trabajó como ingeniero para el duque de Alba.
Francisco Pacheco escribió una reseña biográfica sobre él en su libro de retratos. No llegó a conocerle personalmente, y le dibujó teniendo como referencia su autorretrato. En lo que respecta a la reseña, se basó en los testimonios de quienes se habían relacionado con él en Sevilla. El manuscrito de esta obra se encuentra en la Fundación Lázaro Galdiano de Madrid.

## Estilo
En Italia debió aprender el manierismo.
Se aprecian en sus obras relaciones con las de Perino del Vaga. Su estilo se ha considerado muy cercano al de Rafael. Angulo Íñiguez describe su estilo del siguiente modo:

Valor de primer orden de Campaña, al servicio de su sensibilidad dramática, es su gusto y notable dominio del claroscuro, que le permite crear sabios y, con frecuencia, violentos efectos de luz. Estos efectos de luz no le sirven solo para intensificar la expresión de un rostro, prestar todo su valor mímico al gesto de una mano o para provocar la contemplación devota de los pies traspasados del Salvador, sino que, como a los grandes maestros holandeses de la centuria siguiente, le permite convertir los interiores en escenarios llenos de vida.

La tendencia a la hinchazón de las formas y el deseo de mover las superficies de carnes y telas en un fluir ajeno a la sobriedad renacentista, de que, como veremos, dio buenas muestras en la gran tabla de la Purificación, lo convierten, en mi sentir, en uno de los más ilustres precursores del barroquismo rubeniano. Y papel análogo creo que le corresponde en la evolución del paisaje flamenco.

## Obras
La producción de Campaña en su etapa italiana es muy poco conocida, aunque le han sido atribuidas diversas obras como realizadas en este lugar.
Entre las obras que realiza Campaña en Sevilla destacan el Descendimiento (anterior a 1547) para la capilla de Luis Fernández del convento de Santa María de Gracia de Sevilla, hoy en el Museo Fabre de Montpellier.
En 1547 le fue encargado otro Descendimiento para la capilla de Fernando de Jaén de la iglesia de Santa Cruz. Esta obra se encuentra en la sacristía mayor de la catedral de Sevilla.

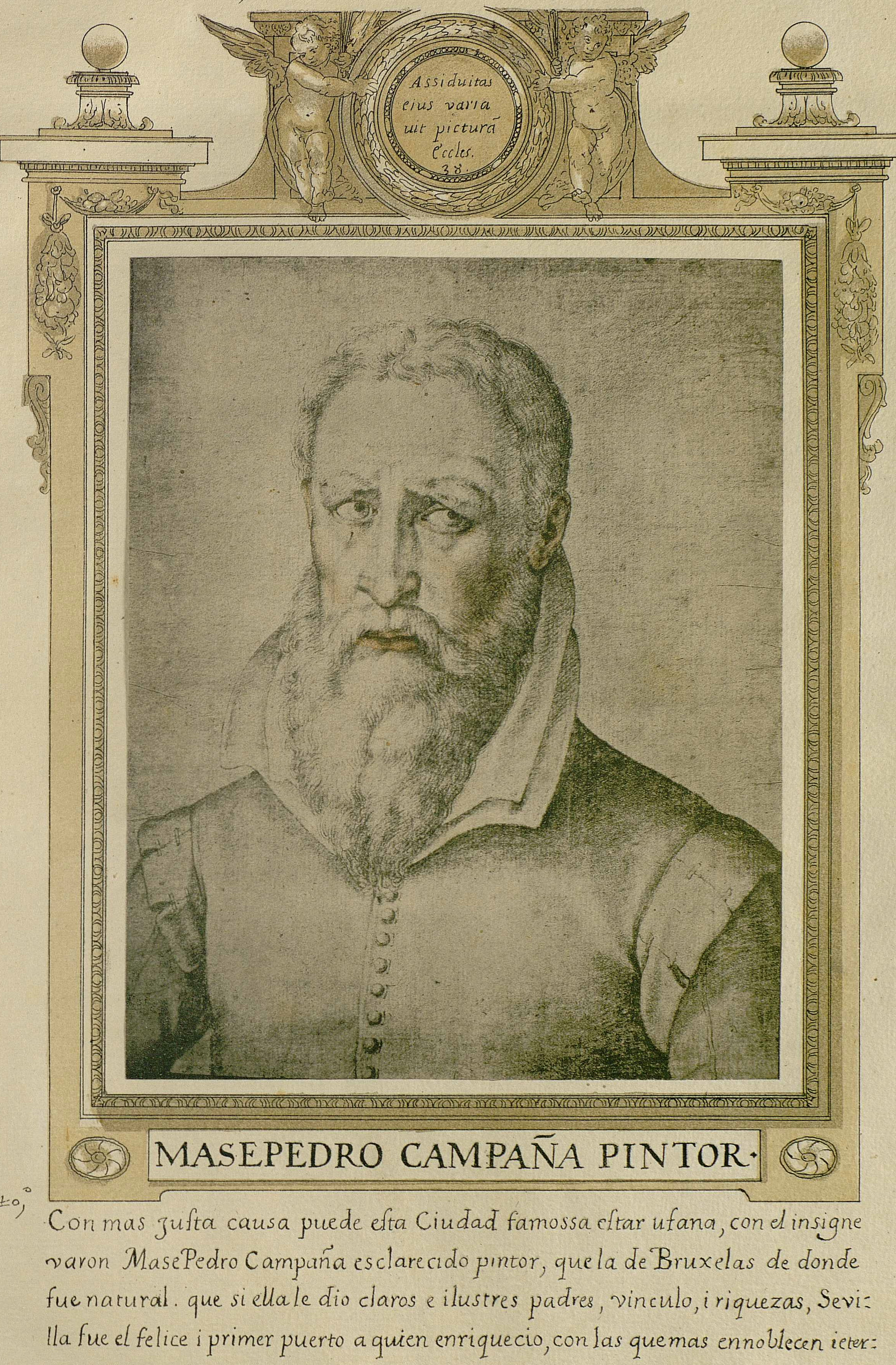
Pedro de Campaña por Francisco Pacheco. Libro de descripción de verdaderos retratos de ilustres y memorables varones, Madrid, Biblioteca de la Fundación Lázaro Galdiano.

En 1555 se comprometió, junto con el pintor Antonio de Alfián, a realizar las pinturas de un retablo para la capilla del mariscal Diego en la catedral de Sevilla. El retablo muestra La Purificación de la Virgen en el centro, y los santos Ildefonso, Francisco, Santiago y Domingo en las calles laterales. En el banco están Jesús y los doctores en la calle central y, a los lados, los retratos del fundador y su familia. El cuadro de La Purificación fue restaurado por el Museo del Prado en 2008.
Hay que destacar también la tabla con Pablo ermitaño y san Antonio Abad , en la iglesia de San Isidoro, en Sevilla.
En 1542 se comenzó con la construcción del retablo mayor de la iglesia de Santa Ana de Sevilla. En 1557 se encargó su pintura y dorado a Pedro de Campaña, Antón Pérez, Andrés Ramírez, Andrés Morín, Antón Sánchez de Guadalupe, Pedro Ximénez y Luis Hernández. En 1564 consta que la obra no estaba terminada y que los artistas, con excepción de un artista que había muerto y de Pedro, que ya había regresado a Bruselas, se comprometían a finalizarla el año siguiente. El retablo contiene escenas de la vida de santa Ana, san Joaquín y de la Virgen María hasta el Nacimiento de Cristo.
Para la catedral de Córdoba pintó el conocido como retablo de Ieshu Verde y San Nicolás de Bari en 1556. En el banco del retablo se encuentra el Lavatorio, La Última Cena y La Oración en el Huerto; en el cuerpo principal, La Anunciación y La Adoración de los Reyes; en el segundo cuerpo, La Batalla de los Ángeles, la Virgen en gloria, y los mártires cordobeses; y en la parte superior el Calvario y los bustos de San Pedro y San Pablo.
En el Museo de Bellas Artes de Córdoba se conserva un dibujo de este artista que muestra la Presentación de Cristo al pueblo.
En la Gemäldegalerie de Berlín se encuentra una obra suya firmada: la Adoración de los Pastores. En la misma colección hay otra obra suya: la Virgen de la Leche.
Otras obras conservadas en distintas instituciones, son: una vistosa Adoración de los Magos (Catedral de León), Las siete virtudes (Museo Nacional de San Carlos de Ciudad de México), Descendimiento (tapiz) en el Colegio del Patriarca de Valencia; y un dibujo del Crucificado en la galería Uffizi de Florencia. En el Instituto Jovellanos de Gijón había otro dibujo del Crucificado realizado por este autor, pero fue destruido en 1936.
También se consideran de este artista San Jerónimo penitente, de hacia 1538-1540, conservada en el Museo de Bellas Artes de Sevilla, la Virgen de los Remedios, de hacia 1538-1540, de la iglesia de San Vicente de Sevilla; Cristo atado a la columna con San Pedro orando y dos donantes en la iglesia de Santa Catalina de Sevilla y Santa Catalina con santa Margarita de Antioquía, de hacia 1540-1545, del retablo de San Bartolomé de la iglesia de Santa María de Carmona.
En el Museo de Cádiz se encuentra su obra Jesús descendido de la cruz, de hacia 1560.
En el Museo Goya de Zaragoza se encuentran las pinturas de San Hermenegildo y San Damián, de este autor, fechadas de hacia 1545-1550.
En 2013 la Fundación Cajasol adquirió su obra el Calvario en una subasta.
En el Museo del Louvre de París se encuentran dos obras suyas: la Flagelación de Cristo y la Crucifixión, ambas de 1545.
Hay otro cuadro de este pintor que muestra la Flagelación de Cristo en el Museo Nacional de Varsovia, también de 1545.
En el Städel Museum de Frankfurt hay un retrato de una dama, de hacia 1530-1540, atribuido primero a este autor y posteriormente a Girolamo da Carpi. En el Museo Metropolitano de Arte de Nueva York hay un dibujo de unos caballos y un perro que fue atribuido anteriormente a este artista y que actualmente se considera una obra anónima del siglo XVII.
El Museo del Prado de Madrid recibió en 2015 un par de cuadros del autor gracias a la donación de Plácido Arango: la pequeña tabla del Descendimiento (de hacia 1570) y Cristo camino del Calvario (hacia 1547), de formato circular. Poco después de estas donaciones, se identificó en los almacenes del Prado otra obra de Campaña: una pareja de puertas de sagrario con seis Ángeles músicos (hacia 1550).
Se conserva su autorretrato, de hacia 1550, incorporado al Museo del Prado en 2019. Pintado sobre tabla, fue adquirido en una subasta de Barcelona con fondos de legado Carmen Sánchez.
En 2022 el Museo Meadows de Dallas adquirió un Crucificado de este pintor, de hacia 1560, proveniente de una colección particular de Madrid.